# Formosania lacustris
Formosania lacustris är en fiskart som först beskrevs av Steindachner, 1908.  Formosania lacustris ingår i släktet Formosania och familjen grönlingsfiskar. Inga underarter finns listade i Catalogue of Life.